# Dacus famona
Dacus famona är en tvåvingeart som beskrevs av Albany Hancock 1985. Dacus famona ingår i släktet Dacus och familjen borrflugor. Inga underarter finns listade i Catalogue of Life.